# Dorfkirche Bühne (Kalbe)

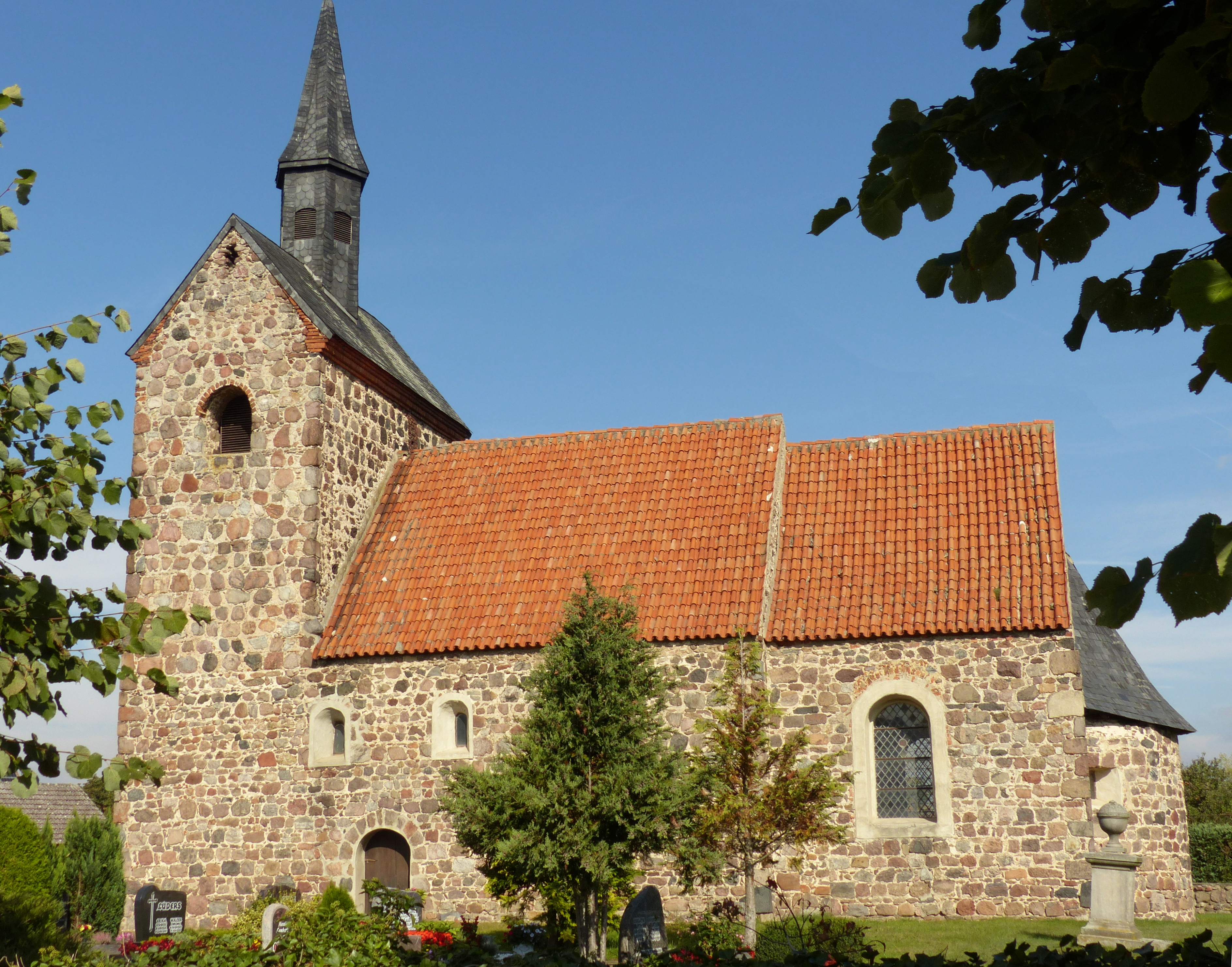
Dorfkirche Bühne (Kalbe)

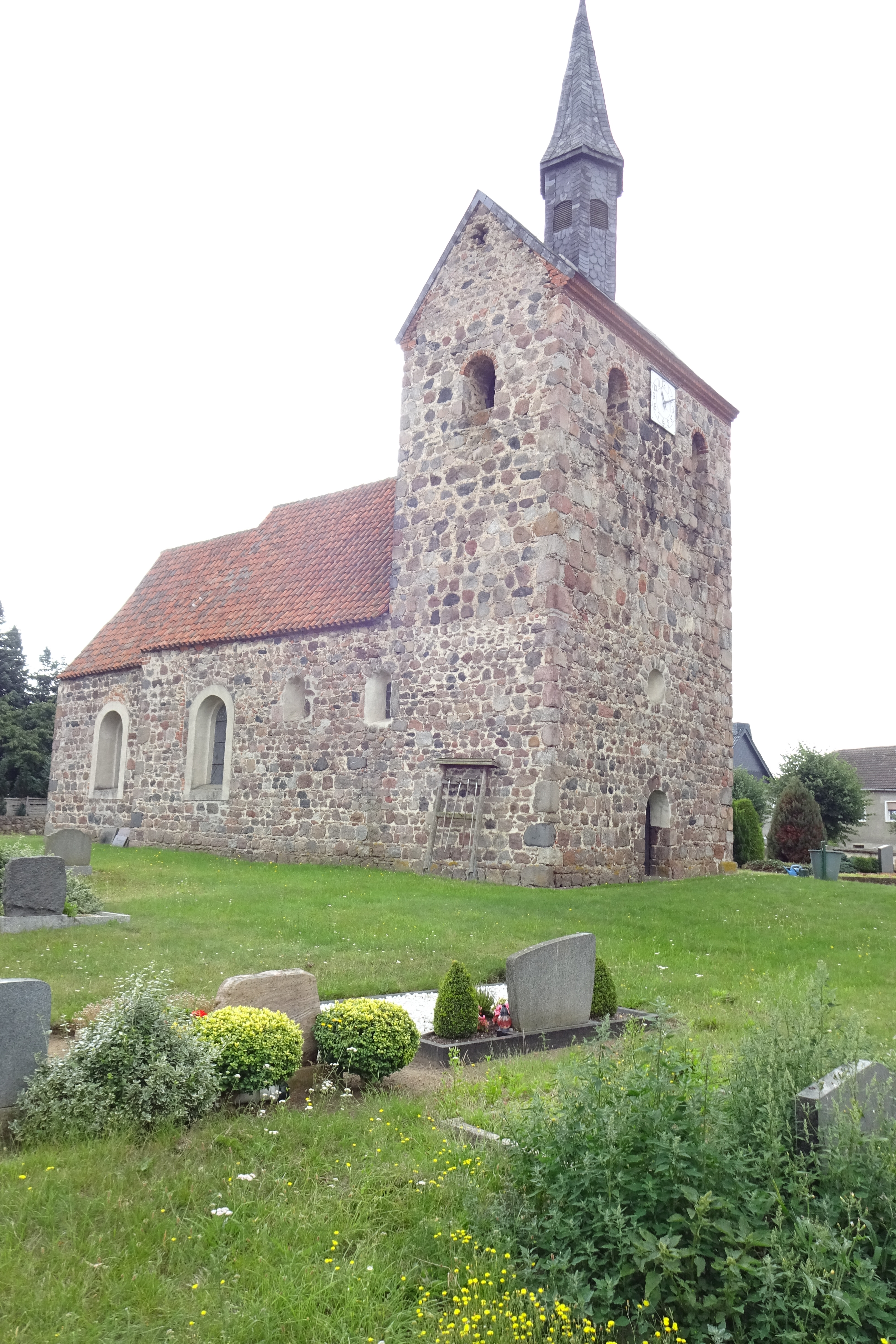
Nordwestansicht

Die evangelische Dorfkirche Bühne ist eine romanische Saalkirche im Ortsteil Bühne von Kalbe (Milde) im Altmarkkreis Salzwedel in Sachsen-Anhalt. Sie gehört zum Pfarrbereich Kalbe-Kakerbeck im Kirchenkreis Salzwedel der Evangelischen Kirche in Mitteldeutschland.

## Geschichte und Architektur
Die romanische Saalkirche besteht aus Feldsteinmauerwerk mit eingezogenem Chor, Apsis und Westquerturm aus der zweiten Hälfte des 12. Jahrhunderts, bildet also eine vollständige Anlage. Die im Turm verwendeten Holzbauteile wurden dendrochronologisch auf die Jahre zwischen 1195 und 1203 datiert. Das Mauerwerk ist sorgfältig ausgeführt. Von den ursprünglichen Öffnungen sind das südliche Schiffsportal mit dem Rest eines Sperrbalkens und die Priesterpforte (vermauert) sowie je zwei Schiffsfenster der Nord- und Südseite erhalten. Der Turm ist mit Rundbogenportal und Rundfenster versehen, die rundbogigen Schallöffnungen über dem ersten Obergeschoss sind jünger; für diese Turmbauteile wird die Zeit um 1203 angenommen. Das Satteldach des Turms mit achteckigem Dachreiter stammt von 1876, eine Instandsetzung erfolgte im Jahr 1972. Zu einem unbekannten Zeitpunkt wurde in die Apsis ein rechteckiger Lichtschacht eingebrochen, der durch ein Gitter mit bogenartigen Krallen verschlossen ist. Im flachgedeckten Innern befindet sich die Westempore aus dem Jahr 1675.

## Ausstattung
Ein spätgotischer Kruzifixus stammt aus der Zeit um 1500. Eine mittelalterliche Glocke aus dem Jahr 1509 trägt die Minuskelinschrift: „o rex glorie veni cum pace maria anno d(o)m(ini) mccccc ix“, darunter „mester clawes backmeester van magde borch“ und eine Mondsichelmadonna auf dem Mantel. Eine zweite kleinere Glocke von 1854 ging im Ersten Weltkrieg verloren. Das Taufbecken ist mit der Jahreszahl 1740 bezeichnet.